# تري هارينجتون
تري هارينجتون (بالإنجليزية: Trey Harrington)‏ هو لاعب كرة قدم أمريكي في مركز حراسة المرمى، ولد في 26 نوفمبر 1970 في شايان في الولايات المتحدة. لعب مع Colorado Foxes ‏.